# Stargate-literatuur
Stargate-literatuur bevat de romannen en korte verhalen gebaseerd op het Stargate-franchise.
Er bestaan drie romanseries gebaseerd op dit franchise. De mate waarin deze verhalen overeenkomen met de televisieseries verschilt.

## Gebaseerd op de film
Dit zijn boeken gebaseerd op de originele Stargate-film uit 1994.

### Roman van de film
Allereerst is de film zelf ook tot een roman verwerkt, en wel door filmmakers Dean Devlin en Roland Emmerich. Deze roman werd voor het eerst gepubliceerd door Signet Books, een tak van Penguin Books, in december 1994.
De roman speelt dieper in op de achtergrond van de film en op situaties die in de films slechts oppervlakkig werden behandeld.

### Vervolgen
Een serie van in totaal vijf romans die allemaal een vervolg zijn op de film werd geschreven door Bill McCay en gepubliceerd van 1996 tot 1999.
De verhaallijn van deze serie gaat direct verder waar de film ophield. De Amerikaanse overheid raakt geïnteresseerd in het mineraal dat werd opgegraven voor Ra door diens slaven op de planeet Abydos. Ook duiken opeens andere goden van Ra's pantheon op.
De eerste drie boeken vormen een verhaallijn:
- Stargate: Rebellion (oktober 1995)
- Stargate: Retaliation (september 1996)
- Stargate: Retribution (oktober 1997)

De laatste twee boeken zetten de gebeurtenissen uit de climax van het derde boek voort.
- Stargate: Reconnaissance (mei 1998)
- Stargate: Resistance (oktober 1999)

## Gebaseerd op de series
Dit zijn boeken gebaseerd op de televisieseries.

### Stargate SG-1
Er zijn twee series van boeken gebaseerd op Stargate SG-1; een gepubliceerd door ROC en een uitgegeven door Fandemonium Press.

#### ROC
ROC publiceerde vier romannen geschreven door Ashley McConnell van 1998 tot 2001. 
| Titel               | Datum         | Tijdlijn                                                   |
| ------------------- | ------------- | ---------------------------------------------------------- |
| Stargate SG-1       | Oktober 1998  | Romanversie van de pilotaflevering, "Children of the Gods" |
| The Price You Pay   | Juli 1999     | Seizoen 1                                                  |
| The First Amendment | Februari 2000 | Seizoen 3                                                  |
| The Morpheus Factor | Februari 2001 | na "The Devil You Know"                                    |

#### Fandemonium
In 2004 bracht de Britse uitgever Fandemonium Press een nieuwe serie boeken uit gebaseerd op SG-1. Vanwege conflicgten met ROC zijn deze boeken echter nooit in de Verenigde Staten uitgebracht. 
| Serie nr. | Titel                      | Auteur                            | Datum             | Tijdlijn                                         |
| --------- | -------------------------- | --------------------------------- | ----------------- | ------------------------------------------------ |
| 1         | Trial by Fire              | Sabine C. Bauer                   | Juni 2004         | Seizoen 7                                        |
| 2         | Sacrifice Moon             | Julie Fortune                     | September 2004    | Seizoen 1                                        |
| 3         | A Matter of Honor (1 of 2) | Sally Malcolm                     | November 2004     | Seizoen 7                                        |
| 4         | City of the Gods           | Sonny Whitelaw                    | April 2005        | Seizoen 5                                        |
| 5         | The Cost of Honor (2 of 2) | Sally Malcolm                     | 9 september 2005  | Seizoen 7                                        |
| 6         | Siren Song                 | Jaimie Duncan en Holly Scott      | 7 februari 2006   | Seizoen 7                                        |
| 7         | Survival of the Fittest    | Sabine C Bauer                    | 7 juli 2006       | Seizoen 5                                        |
| 8         | Alliances                  | Karen Miller                      | 15 september 2006 | Seizoen 4                                        |
| 9         | Roswell                    | Sonny Whitelaw en Jennifer Fallon | 25 juni 2007      | Seizoen 10, tussen "Memento Mori" en "The Quest" |
| 10        | Relativity                 | James Swallow                     | Oktober 2007      | Seizoen 7                                        |
| 11        | Barque of Heaven           | Suzzane Wood                      | Januari 2008      | Seizoen 3, net na "Deadman Switch"               |
| 12        | Do No Harm                 | Karen Miller                      | Maart 2008        | Seizoen 7                                        |
| 13        | Hydra                      | Holly Scott en Jaimie Duncan      | April 2008        |                                                  |

### Stargate Atlantis
Eind 2005 publiceerde Fandemonium een serie boeken gebaseerd op de serie Stargate Atlantis. In tegenstelling tot bij de boekenreeks over SG-1, accepteerde Fandemonium bij de Atlantisboeken geen suggesties van fans.
| Serie nr. | Titel             | Auteur                                   | Datum             | Tijdlijn                                                      |
| --------- | ----------------- | ---------------------------------------- | ----------------- | ------------------------------------------------------------- |
| 1         | Rising            | Sally Malcolm                            | 15 december 2005  | Romanversie van de pilotaflevering                            |
| 2         | Reliquary         | Martha Wells                             | Februari 2006     | Seizoen 1, net na "Hot Zone"                                  |
| 3         | The Chosen        | Sonny Whitelaw and Elizabeth Christensen | 19 april 2006     | Seizoen 1, direct na "The Eye"                                |
| 4         | Halcyon           | James Swallow                            | 7 augustus 2006   | Seizoen 2, tussen "Trinity" en "The Lost Boys (Part 1)"       |
| 5         | Exogenesis        | Sonny Whitelaw and Elizabeth Christensen | December 2006     | Seizoen 2, direct voor "Michael"                              |
| 6         | Entanglement      | Martha Wells                             | Maart 2007        | Begin seizoen 2                                               |
| 7         | Casualties of War | Elizabeth Christensen                    | 25 september 2007 | Direct na de gebeurtenissen van "Progeny" en "The Real World" |
| 8         | Blood Ties        | Sonny Whitelaw and Elizabeth Christensen | 25 november 2007  | Eind seizoen 3                                                |

## Korte verhalen
Het officiële Stargate-tijdschrift, geproduceerd door Titan Publishing, begon met het publiceren van korte verhalen van de Fandemonium-auteurs in hun achtste deel.
| Deel               | Serie             | Titel                  | Auteur                           | Tijdlijn                               |
| ------------------ | ----------------- | ---------------------- | -------------------------------- | -------------------------------------- |
| 7 (nov/dec 2005)   | Stargate Atlantis | Flipside               | Sally Malcolm                    | Voor de serie tot aan "Rising"         |
| 8 (jan/feb 2006)   | Stargate SG-1     | Archeology 101         | Martha Wells                     | Seizoen 2                              |
| 10 (mei/juni 2006) | Stargate Atlantis | Choices                | James Swallow                    | Na "Runner"                            |
| 11 (jul/aug 2006)  | Stargate SG-1     | Medical Considerations | Karen Miller                     | Seizoen 4                              |
| 12 (sep/okt 2006)  | Stargate Atlantis | The Companion          | Sally Malcolm                    | Seizoen 2 of 3                         |
| 13 (nov/dec 2006)  | Stargate SG-1     | Juju                   | Sabine C. Bauer                  | Seizoen 6                              |
| 14 (feb/mrt 2007)  | Stargate Atlantis | A Pebble on the Cairn  | Jaimie Duncan                    | Seizoen 3                              |
| 15 (apr/mei 2007)  | Stargate Atlantis | Course Corrections     | Elizabeth Christianson           | Seizoen 3, net na "The Return, Part 1" |
| 16 (jun/jul 2007)  | Stargate SG-1     | The Bitter Hearth      | Holly Scott                      | Vlak bij de start van seizoen 4        |
| 18 (sep/okt 2007)  | Stargate SG-1     | K-T                    | Sonny Whitelaw & Jennifer Fallon | Na het einde van seizoen 10            |
| 19 (nov/dec 2007)  | Stargate Atlantis | Waypoints              | Elizabeth Christensen            |                                        |
| 20 (jan/feb 2008)  | Stargate SG-1     | Outsiders              | James Swallow                    |                                        |